# كيت فيليبس
كيت فيليبس (بالإنجليزية: Kate Phillips)‏ هي ممثلة بريطانية، ولدت في القرن العشرين في إنجلترا في المملكة المتحدة.

## أعمال

### مسلسلات
- بيكي بلايندرز

## وصلات خارجية
- كيت فيليبس على موقع IMDb (الإنجليزية)
- كيت فيليبس على موقع قاعدة بيانات الفيلم (الإنجليزية)